# Geparelde dwerguil
De geparelde dwerguil (Glaucidium perlatum) is een lid van de familie van de uilen. In het Afrikaans heet deze vogel Witkoluil.

## Kenmerken
Dit kleine, gedrongen uiltje heeft een vrij lange staart. De klauwen zijn relatief groot. De bovendelen zijn rijk bruin, sterk gevlekt met wit. De onderdelen zijn wit, gestreept met bruin. Het aangezicht is wit en de ogen zijn geel. Er zijn twee zwarte, witomrande oogvlekken op de nek. Geslachten zijn vergelijkbaar. De lichaamslengte bedraagt 17 tot 20 cm en het gewicht 50 tot 150 gram.

## Leefwijze
Deze soort jaagt vaak overdag op een groot aantal kleine prooien zoals knaagdieren en zangvogels. Hij vangt ook vaak prooien, die groter zijn dan hijzelf.

## Verspreiding en leefgebied
Er zijn twee ondersoorten:
- G. p. perlatum (Senegal en Gambia tot West-Soedan)
- G. p. licua (Oost-Soedan en Ethiopië tot in Zuid-Afrika, Namibië en Angola)

Deze uil is een van de meest waargenomen uilen in Afrika, met name in savannes met verspreide boomgroepen, maar ook in grasland en in dichter bos.

## Status
De grootte van de populatie is niet gekwantificeerd, maar de vogel is wijd verspreid over een groot gebied en plaatselijk algemeen (Senegal, Zuid-Afrika), hoewel in andere gebieden zoals Ghana en Liberia weer schaars. Om deze redenen staat de geparelde dwerguil als niet bedreigd op de Rode Lijst van de IUCN.